# Cleora hospita
Cleora hospita är en fjärilsart som beskrevs av Louis Beethoven Prout 1916. Cleora hospita ingår i släktet Cleora och familjen mätare. Inga underarter finns listade i Catalogue of Life.